# Управление продажами
Управление продажами (англ. sales management) — бизнес-дисциплина, ориентированная на практическое применение методов продаж и управление продажами фирмы. Это важная бизнес-функция, как чистые продажи за счёт продажи продуктов и услуг и, как следствие, получение прибыли от большинства коммерческих операций. Это также типичные цели и показатели эффективности управления продажами.

## Планирование продаж
Планирование продаж включает стратегию, определение целевых показателей продаж на основе прибыли, квоты, прогнозирование продаж, управление спросом и выполнение плана продаж.
План продаж — это стратегический документ, в котором описываются бизнес-цели, ресурсы и деятельность по продажам. Обычно это следует за планом маркетинга, стратегическим планированием и бизнес-планом с более конкретными подробностями о том, как цели могут быть достигнуты посредством фактической продажи продуктов и услуг.

## Набор персонала по продажам
Три задачи набора персонала, используемые в управлении продажами, — анализ Работы; описание Работы и квалификация Работы.
Анализ работы выполняется для указания определённых задач, на которые ежедневно отвечает продавец. Он должен определить, какие действия считаются жизненно важными для успеха компании. Любой человек, связанный со сбытовой организацией или отделом кадровых ресурсов, может провести анализ, или это может сделать другой специалист (Spiro, pp.134). Человек, ответственный за завершение анализа работы, должен иметь глубокое понимание повседневной деятельности продавцов.
Этот анализ работы затем записывается в явном виде в качестве описания работы. Общая информация состоит из:
1. Название работы
2. Организационные отношения
3. Виды продаваемых продуктов и услуг
4. Виды клиентов
5. Долги и обязанности, связанные с работой
6. Требования к работе.

Эффективное описание должностных обязанностей будет определять планы компенсации, размер рабочей нагрузки и обязанности продавца. Это также в первую очередь отвечает за наём таких инструментов, как формы заявок и психологические тесты.
Самой трудной частью этого процесса является определение квалификации. Причиной этой трудности является то, что наём влияет на конкурентное преимущество компании на рынке, а также на величину дохода. Кроме того, должен быть набор атрибутов найма, который связан с каждым коммерческим заданием, которое находится внутри компании. Если человек не преуспевает на своей назначенной территории, это может быть связано со внешними факторами, относящимися к окружающей среде этого человека.
Компания должна быть осторожна, чтобы не подчиняться дискриминации в отношении трудоустройства. Ряд квалификаций (этническая принадлежность, возраст и т. д.) Не могут использоваться в процессе отбора при приёме на работу.

## Отчёты по продажам
Отчёты о продажах включают ключевые показатели эффективности отдела продаж.
Ключевые показатели эффективности показывают, эффективно ли работает процесс продаж и достигают результатов, как это определено в планировании продаж. Это должно позволить менеджерам по продажам принимать своевременные корректирующие действия в зависимости от прогнозируемых значений. Он также позволяет старшему руководству оценивать менеджера по продажам.
Больше «связанных результатов», чем «связанный с процессом» — это информация о последовательности продаж и коэффициенте попадания.
Отчёты о продажах могут предоставлять показатели для компенсации управления продажами. Награждение лучших менеджеров без точных и надёжных отчётов о продажах не является объективным.
Кроме того, отчёты о продажах производятся для внутреннего использования для высшего руководства. Если план компенсации других отделов зависит от конечных результатов, необходимо представить результаты работы отдела продаж другим отделам.
Наконец, отчёты о продажах необходимы для инвесторов, партнёров и правительства, поэтому система управления продажами должна обладать расширенными возможностями отчётности для удовлетворения потребностей различных заинтересованных сторон.